# Emanuel Halman
Emanuel (Emil Franz) Halman (Hallmann) (13. prosince 1873, Olomouc – 21. března 1945, Praha) byl český sochař- realista, především portrétista.

## Život
Narodil se jako syn c. a k. poddůstojníka rakouské armády Josefa Halmanna a jeho manželky Barbory, rozené Hanzalové z Lemberka. Podle otcova působiště se rodina stěhovala.  V letech 1889 až 1896 Emnil studoval v Praze na Uměleckoprůmyslové škole u Celdy Kloučka a Josefa Václava Myslbeka, později spolupracoval na této škole se Stanislavem Suchardou. V roce 1897 vystavoval na první výstavě SVU Mánes v Topičově salonu.
V letech 1898 až 1907 byl asistentem Josefa Václava Myslbeka v nově založeném sochařském ateliéru na Akademii výtvarných umění v Praze. Ve vlastním ateliéru v Šumavské ulici 10 na Královských Vinohradech pracoval od roku 1908 se svým bratrem Adolfem.
Byl členem Krasoumné jednoty od roku 1896 a SVU Mánes od roku 1920. Podílel se na výzdobě Národního divadla a Národního muzea a spolupracoval s uměleckou slévárnou Karla Bendelmayera a Fr. Červenky, která odlévala jeho busty pro muzea Národní i Uměleckoprůmyslové, podobně jako Myslbekův pomník sv. Václava. Byl členem Obchodní a živnostenské komory v Praze a spolupracovníkem Uměleckoprůmyslového muzea v Praze.
Emanuel Halman  měl ateliér na Vinohradech v Nitranské ulici 14, převzal ho po něm sochař Oskar Kozák, i se sádrovými modely jeho děl, které daroval Národnímu muzeu. Bydlel v Heřmanově ulici 5 v Praze 7-Holešovicích. Zemřel v Praze ve věku 71 let.

### Rodina
Jeho bratr Adolf Halman (28. května 1872 – 14. července 1920) byl sochař, pracoval na bratrových zakázkách. Před rokem 1909 založil s bratrem Juliem na Vinohradech Dekorativní závod štukatérský Za první světové války bojoval jako ruský legionář na Sibiři, kde padl do zajetí. Zemřel brzy po návratu do Prahy. Nejmladší bratr Julius (*1876 Drahotuše) pak vinohradskou sochařskou a štukatérskou dílnu vedl.

## Dílo
Emanuel Halman byl ve své době významným portrétním sochařem. Kolem roku 1900 vytvořil čtyři busty pro Panteon Národního muzea. Pro Národní divadlo po požáru obnovil zničené Schnirchovy Trigy, podílel se na práci spolu s Františkem Rousem a Ladislavem Šalounem. Byl jedním z tří autorů sochařské výzdoby poprsní na pilířích Mánesova mostu v Praze (1914). Vytvořil sochy pro dostavbu Katedrály sv. Víta.

### Známá díla

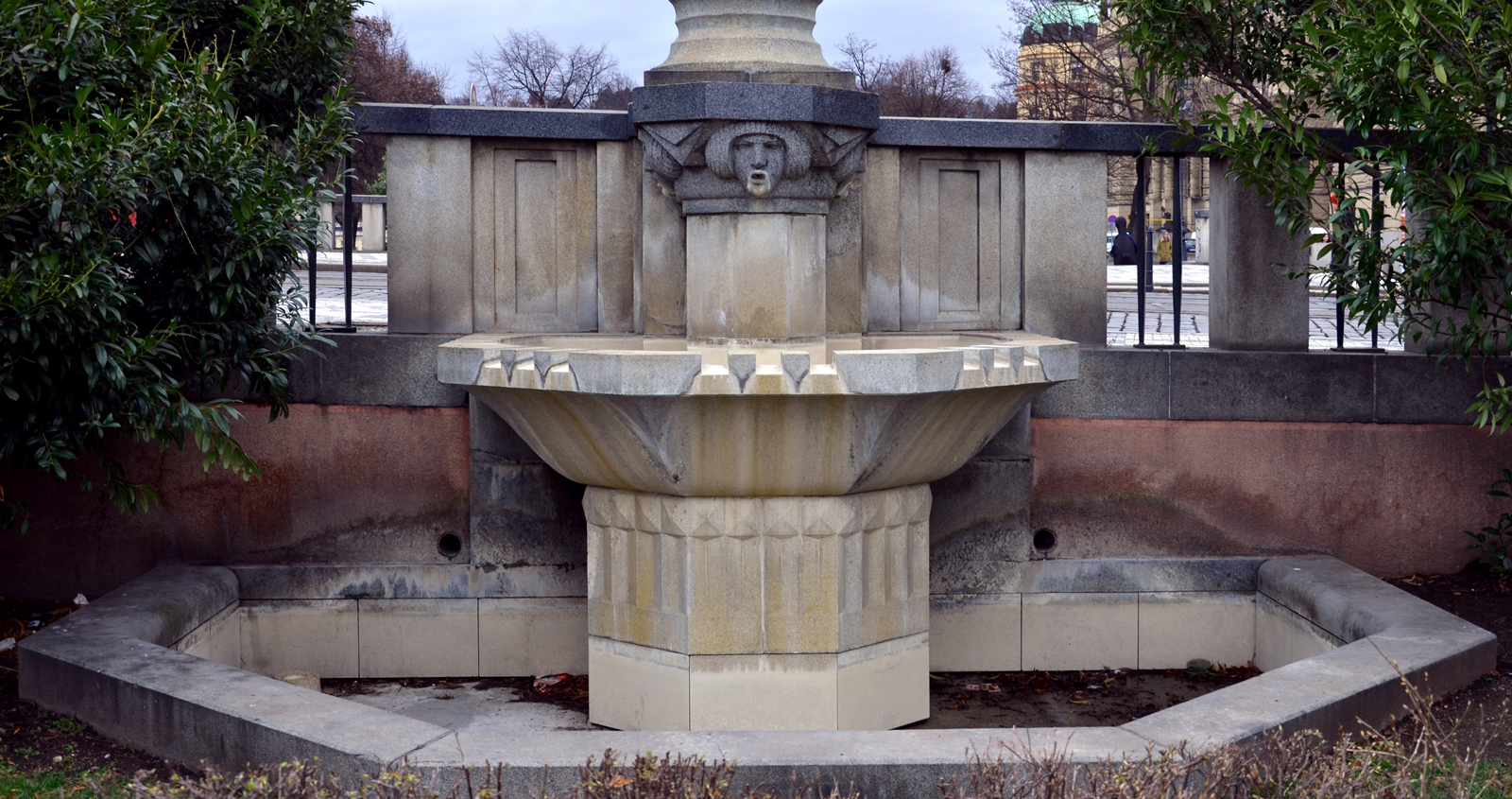
Emanuel Halman, Kašna s chrliči, Mánesův most, Praha

- kolem 1900 – Busta Josefa Wohanky pro Uměleckoprůmyslové museum v Praze, bronz
- 1900 – Soutěžní skica k bustě Františka Ladislava Čelakovského pro Panteon Národního muzea[6]
- 1900–1901 Busty: Pavel Josef Šafařík, Josef Dobrovský, Ferdinand Maxmilián Brokof, Petr Jan Brandl, Václav Hollar, František Ladislav Čelakovský pro Pantheon Národního muzea[7]
- 1901 – František Martin Pelcl
- 1901 – Kilián Ignác Dientzenhofer, odlila firma Bendelmayer & Červenka; odstraněno z Pantheonu roku 1951, vráceno 2018
- 1904 – Julius Zeyer, Josef Schulz, foyer Národního divadla
- Sochy sv. Františka z Assisi a sv. Benedikta pro chrám sv. Víta v Praze
- Kašna se třemi chrliči, figurální reliéfy na pilíři, staroměstská strana Mánesova mostu, Praha[8]
- 1908 – Vrhač břemene, sádrový model bronzové sochy, Cena Královského hlavního města Prahy pro Olympijské hry v Londýně 1908[9]